# Échelle européenne des accidents industriels
L'échelle européenne des accidents industriels est un outil d’évaluation de la gravité d’un accident industriel défini au niveau européen, mais utilisé principalement par la France. Ce n'est pas une échelle de mesure, mais un outil de communication conçu pour faciliter l'information du public.

## Histoire et utilisation par les états membres
L'échelle européenne des accidents industriels (ou EEAI) a été introduite par le comité des autorités compétentes des États membres en 1994 et repose sur des paramètres techniques destinés à caractériser les effets ou les conséquences d'accidents. Bien que non appliquée au niveau de l'Union européenne, elle constitue un des éléments de la base de données ARIA gérée par les autorités françaises.
En 2018, l’Union européenne a fait une enquête sur les indicateurs et outils utilisés pour gérer les risques industriels. Il a entre autres été recherché les obstacles à l'adoption de cette échelle européenne par les états membres. Au total, 15 réponses ont identifié des obstacles à son adoption, deux réponses de l'UE et d'autres organisations internationales ; dix réponses des États membres et trois réponses d'États non membres. Les réponses ont été mitigées, certains États membres ne l'utilisant pas (et n'étant pas au courant), certains l’utilisant pour des études internes ou pour communiquer avec d'autres organisations et enfin d'autres l'utilisant pour rendre compte des impacts socio-économiques d'accidents majeurs. Tous ont exprimé des difficultés pour obtenir des informations sur les coûts et des doutes sur le fait que les données qui seraient obtenues seraient comparables. L’un d’entre eux a souligné que, en l’absence de données sur les coûts (c’est-à-dire inconnus), l’EEAI l’indique comme étant sans coût, ce qui est contre-intuitif. Les représentants de l'industrie étaient plus favorables à l'utilisation potentielle de l'EEAI, mais il a été noté que des ajustements seraient nécessaires (par exemple, pour correspondre aux systèmes comptables internes). Le rapport propose la mise en place d’un groupe de travail technique pour travailler sur la modernisation de cette échelle et la préparer pour son adoption au niveau de l'UE.

## Descriptif

### Principe
Elle repose sur 18 paramètres techniques destinés à caractériser objectivement les effets ou les conséquences des accidents. Chacun de ces paramètres comprend 6 niveaux. Le niveau le plus élevé détermine l’indice de l’accident.
En France, depuis 2003, l’échelle européenne est représentée selon 4 indices.

#### Exemple
Par exemple l'accident survenu le 21 janvier 2013 dans l'usine Lubrizol à Rouen ayant occasionné une fuite de mercaptan, particulièrement incommodante pour la population, était cotée comme suit :
| Matières dangereuses relâchées    | ■■□□□□ |
| Conséquences humaines et sociales | ■■■□□□ |
| Conséquences pour l'environnement | □□□□□□ |
| Conséquences économiques          | ■■□□□□ |

### Tableau des 18 critères
| Matières dangereuses relâchées    | Matières dangereuses relâchées | 1               | 2                  | 3                        | 4                           | 5                           | 6                        |
| Matières dangereuses relâchées    | Matières dangereuses relâchées | ■□□□□□          | ■■□□□□             | ■■■□□□                   | ■■■■□□                      | ■■■■■□                      | ■■■■■■                   |
| Q1                                | Quantité Q de substance effectivement perdue ou rejetée par rapport au seuil « Seveso »                                                           | Q < 0,1 %       | 0.1 % ≤ Q < 1 %    | 1 % ≤ Q < 10 %           | 10 % ≤ Q < 100 %            | de 1 à 10 fois le seuil     | plus de 10 fois le seuil |
| Q2                                | Quantité Q de substance explosive ayant effectivement participé à une explosion (évaluée en tonne équivalent TNT)                                 | Q < 0,1         | 0,1 ≤ Q < 1        | 1 ≤ Q < 5                | 5 ≤ Q < 50                  | 50 ≤ Q < 500                | Q ≥ 500                  |
|                                   | |                 |                    |                          |                             |                             |                          |
| Conséquences humaines et sociales | Conséquences humaines et sociales | 1               | 2                  | 3                        | 4                           | 5                           | 6                        |
| Conséquences humaines et sociales | Conséquences humaines et sociales | ■□□□□□          | ■■□□□□             | ■■■□□□                   | ■■■■□□                      | ■■■■■□                      | ■■■■■■                   |
| H3                                | Nombre total de morts dont | -               | 1                  | 2-5                      | 6-19                        | 20-49                       | ≥ 50                     |
| H3                                | * employés |                 | 1                  | 2-5                      | 6-19                        | 20-49                       | ≥50                      |
| H3                                | * sauveteurs extérieurs |                 |                    | 1                        | 2-5                         | 6-19                        | ≥ 20                     |
| H3                                | * personnes du public |                 |                    | -                        | 1                           | 2-5                         | ≥ 6                      |
| H4                                | Nombre total de blessés avec hospitalisation de durée > 24 h : dont                                                                               | 1               | 2-5                | 6-19                     | 20-49                       | 50-199                      | ≥ 200                    |
| H4                                | * employés | 1               | 2-5                | 6-19                     | 20-49                       | 50-199                      | ≥ 200                    |
| H4                                | * sauveteurs extérieurs | 1               | 2-5                | 6-19                     | 20-49                       | 50-199                      | ≥ 200                    |
| H4                                | * personnes du public | -               | -                  | 1-5                      | 43617                       | 20-49                       | ≥ 50                     |
| H5                                | Nombre total de blessés légers soignés sur place ou avec hospitalisation < 24 h : dont                                                            | 1-5             | 6-19               | 20-49                    | 50-199                      | 200 - 999                   | ≥ 1000                   |
| H5                                | * employés | 1-5             | 6-19               | 20-49                    | 50-199                      | 200 - 999                   | ≥ 1000                   |
| H5                                | * sauveteurs extérieurs | 1-5             | 6-19               | 20-49                    | 50-199                      | 200 - 999                   | ≥ 1000                   |
| H5                                | * personnes du public |                 | 1-5                | 6-19                     | 20-49                       | 50-199                      | ≥ 200                    |
| H6                                | Nombre de tiers sans abris ou dans l'incapacité de travailler (bâtiments extérieurs et outil de travail endommagés.)                              | -               | 1-5                | 6-19                     | 20-99                       | 100 - 499                   | ≥ 500                    |
| H7                                | Nombre de riverains évacués ou confinés chez eux pendant plus de deux heures (N = personnes × nombre d'heures)                                    | -               | N < 500            | 500 ≤ N < 5 000          | 5 000 ≤ N < 50 000          | 50 000 ≤ N < 500 000        | N ≥ 500 000              |
| H8                                | Nombre de personnes privées d'eau potable, électricité, gaz, téléphone, transports publics, plus de deux heures (N = personnes × nombre d'heures) | -               | N < 1 000          | 1 000 ≤ N < 10 000       | 10 000 ≤ N < 100 000        | 100 000 ≤ N < 1 million     | N ≥ 1 million            |
| H9                                | Nombre N de personnes devant faire l'objet d'une surveillance médicale prolongée (3 mois après l'accident)                                        | -               | N < 10             | 10 ≤ N < 50              | 50 ≤ N < 200                | 200 ≤ N < 1 000             | N ≥ 1 000                |
|                                   | |                 |                    |                          |                             |                             |                          |
| Conséquences environnementales    | Conséquences environnementales | 1               | 2                  | 3                        | 4                           | 5                           | 6                        |
| Conséquences environnementales    | Conséquences environnementales | ■□□□□□          | ■■□□□□             | ■■■□□□                   | ■■■■□□                      | ■■■■■□                      | ■■■■■■                   |
| Env10                             | Quantité d'animaux sauvages tués, blessés ou rendus impropres à la consommation humaine (en t)                                                    | Q < 0,1         | 0,1 ≤ Q <1         | 1 ≤ Q < 10               | 10 ≤ Q < 50                 | 50 ≤ Q < 200                | Q ≥ 200                  |
| Env11                             | Proportion P d'espèces animales ou végétales rares ou protégées détruites (ou éliminées par dommage au biotope) dans la zone accidentée           | P < 0.1 %       | 0.1 % ≤ P < 0.5 %  | 0.5 % ≤ P < 2 %          | 2 % ≤ P < 10 %              | 10 % ≤ P < 50 %             | P ≥ 50 %                 |
| Env12                             | Volume V d'eau polluée (en m3) | V < 1 000       | 1 000 ≤ V < 10 000 | 10 000 ≤ V < 0,1 million | 0,1 million ≤ V < 1 million | 1 million ≤ V < 10 millions | V ≥10 millions           |
| Env13                             | Surface S de sol ou de nappe d’eau souterraine nécessitant un nettoyage ou une décontamination spécifique (en ha)                                 | 0,1 ≤ S < 0,5   | 0,5 ≤ S < 2        | 2 ≤ S < 10               | 10 ≤ S < 50                 | 50 ≤ S < 200                | S ≥ 200                  |
| Env14                             | Longueur L de berge ou de voie d'eau nécessitant un nettoyage ou une décontamination spécifique (en km)                                           | 0,1 ≤ L < 0,5   | 0,5 ≤ L < 2        | 2 ≤ L < 10               | 10 ≤ L < 50                 | 50 ≤ L < 200                | L ≥ 200                  |
|                                   | |                 |                    |                          |                             |                             |                          |
| Conséquences économiques          | Conséquences économiques | 1               | 2                  | 3                        | 4                           | 5                           | 6                        |
| Conséquences économiques          | Conséquences économiques | ■□□□□□          | ■■□□□□             | ■■■□□□                   | ■■■■□□                      | ■■■■■□                      | ■■■■■■                   |
| €15                               | Dommages matériels dans l'établissement (coût C exprimé en millions d'€ - Référence 93)                                                           | 0,1 ≤ C < 0,5   | 0,5 ≤ C < 2        | 2 ≤ C < 10               | 10 ≤ C < 50                 | 50 ≤ C < 200                | C ≥ 200                  |
| €16                               | Pertes de production de l'établissement (coût C exprimé en millions d'€ - Référence 93)                                                           | 0,1 ≤ C < 0,5   | 0,5 ≤ C <2         | 2 ≤ C < 10               | 10 ≤ C < 50                 | 50 ≤ C < 200                | C ≥ 200                  |
| €17                               | Dommages aux propriétés ou pertes de production hors de l'établissement (coût C exprimé en millions d'€ - Référence 93)                           | -               | 0,05 ≤ C < 0,1     | 0,1 ≤ C <0,5             | 0,5 ≤ C < 2                 | 2 ≤ C < 10                  | C ≥ 10                   |
| €18                               | Coût des mesures de nettoyage, décontamination ou réhabilitation de l'environnement (coût C exprimé en millions d'€)                              | 0,01 ≤ C < 0,05 | 0,05 ≤ C < 0,2     | 0,2 ≤ C < 1              | 1 ≤ C < 5                   | 5 ≤ C < 20                  | C ≥ 20                   |